# Володислав Опольський

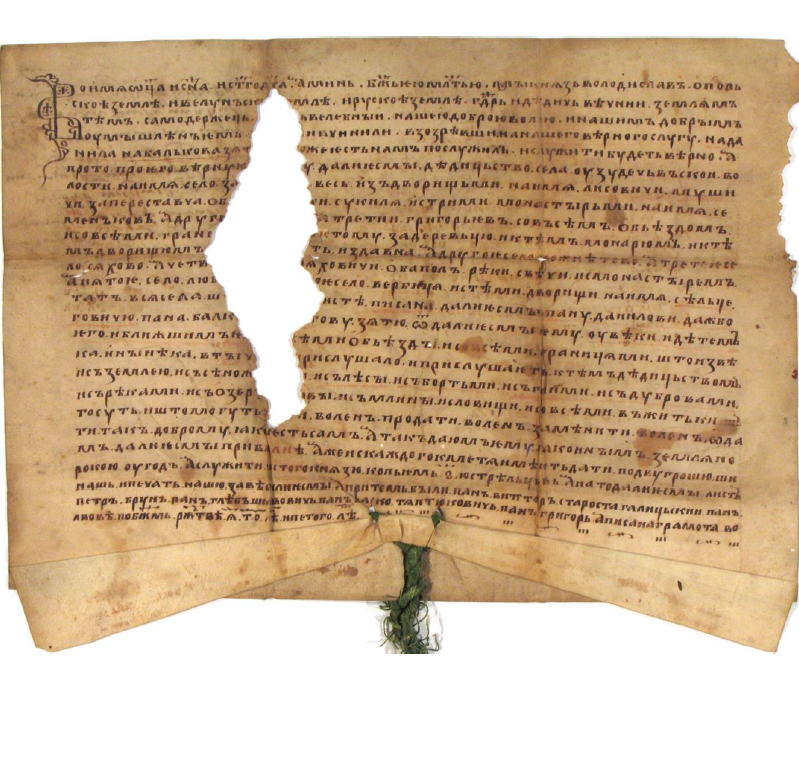
Жалувана грамота князя Владислава Опольського Данилу Дажбоговичу (1375)

Володисла́в ІІ (пол. Władysław Opolczyk; 1326/1332 — 18 травня 1401) — князь опольський (1356-1401). Представник роду Верхньосілезьких П'ястів. Син опольського князя Болеслава II і свідницької князівни Єлизавети. Онук белзької князівни Гремислави з династії Рюриковичів. Суддя куманів, осілих в Угорщині. Жупан Темешвару і Братислави (1366), палатин Угорщини (1367—1372), володар Велюнської землі (1370), де заснував Ченстохову. Намісник угорського короля Людовика в Русі (1372—1378) і Польщі (1378). Титулувався «господарем і дідичем Руської землі». Сприяв розвитку міст та торгівлі в Галичині: заохочував німецьке розселення та продовжив карбування руської монети (з 1372). Підтримував домініканців, допоміг створенню католицької Руської митрополії (1375). Згодом відкликаний Людовиком І з Русі, за що отримав Добжинську і Куявські землі. За наказом угорської королеви Марії намагався видати польську королівну Ядвігу в шлюб з Вільгельмом Габсбургом (1385). Був хрещеним батьком литовського князя і польського короля Ягайла, з яким згодом воював в Русі (1386). Став союзником Тевтонського ордену (1392) і втратив Велюнь (1396). Фундував Ясногірський монастир паулінів (1382), головним об'єктом поклоніння якого стала белзька ікона Божої Матері.

## Імена
- Володисла́в II, або Владисла́в ІІ (пол. Władysław II) — у польській історіографії, з тронним номером.
- Володисла́в Опо́льський, або Владислав Опольський (пол. Władysław Opolczyk, нім. Wladislaus von Oppeln, угор. Oppelni László) — за назвою князівства.

## Біографія

### Молоді роки
Володислав народився між 1326 і 1332 роками. Він був первістком опольського князя Болеслава II і його дружини Єлизавети, доньки свідницького князя Бернарда. І батько, і мати княжича походили з польської династії П'ястів. Бабкою Володислава по материнській лінії була Кунегунда, донька польського короля Володислава І Локетка.
Ще до смерті батька в 1356 році княжич Володислав виїхав до Угорського королівства. Там, близько 1353 року, перебуваючи в Угорщині, він одружився із волоською князівною Єлизаветою, донькою волоського воєводи Миколая-Олександра. У шлюбі вона народила трьох доньок: Кінгу, Єлизавету і Катерину.

### Господар Руський
Після смерті в 1370 році польського короля Казимира III владу у Польщі зосередив у своїх руках угорський король Людовик Угорський (відомий в іноземній історіографії також як Лайош I), який у 1372 році передав владу над Галичиною своєму наміснику — сілезькому князю Володиславу Опольському. Останній обіймав посаду у 1372—1379 та 1385—1387 роках.
Ленник Чеської Корони, до 1370 року формально правив із братами, з 1396 вважався князем тільки формально. Палатин угорський (1367—1372), князь-ленник люблінецький (1368—1372), велюнський і ченстоховський (1370—1392), болеславецький (1370—1401; пожиттєво), пщинський (1375—1396). Намісник у Русі (1372—1378 та 1385—1387, як «господар і дідич») та Польщі, князь-ленник крновський (1385—1392), глоговський (з 1383), князь добжинський і куявський (1378—1392; як ленник Польщі), регент в Стшельцях і Немодліні.
Володислав Опольський титулував себе «Божою милостю господар і дідич Руської землі», мав велику печатку, карбував монету з руським гербом. Але він не вживав своїх прав на користь Галичини, нехтував інтересами населення, оточив себе чужинцями, головним чином німцями. Із виданих ним 120 привілеїв лише 15 стосувалися до галицьких бояр, решта — до чужинців. Він протегував німецькій колонізації (як приклад можна навести грамоту від 15 липня 1386 року, якою село Дунаїв у Львівському повіті (дистрикті) віддавалось у вічне володіння шляхтичу Денгарту). У церковному питанні рішуче підтримував католицизм, дістав папську буллу на заснування єпископств у Галичі, Перемишлі, Володимирі, Холмі, зокрема, 11 жовтня 1377 року віддав у власність львівським монахам-домініканцям села Зашків, Кротошин, Костеїв. Надав Матею з Егера ділянку у Львові під палац католицьких архієпископів.

Велика печатка Володислава з опольським орлом і руським левом (1375)

У грудні 1378 року Людовик Угорський видав у Вишеграді грамоту, якою постановив взяти від Володислава Опольського «землю нашу Руську з усіма її правами, землями й приналежностями в володіння своє, своїх дітей і сьвятої корони нашої», чим усунув Володислава, перетворював Галичину на звичайну провінцію Угорського королівства. Наступним угорським губернатором (чи староста руський) лишився Емерик Бебек.

### Ясногірський монастир
Засновник (1352 рік) монастиря на Ясній Горі. Бартоломей Зиморович у своїй праці «Leopolis triplex» стверджував, що король Лев Данилович віддав Святоонуфріївському монастирю на зберігання ікону Богородиці, мальовану нібито самим Лукою Євангелістом, яку Володислав Опольський підступом викрав і вивіз до Ченстохови.

## Титул

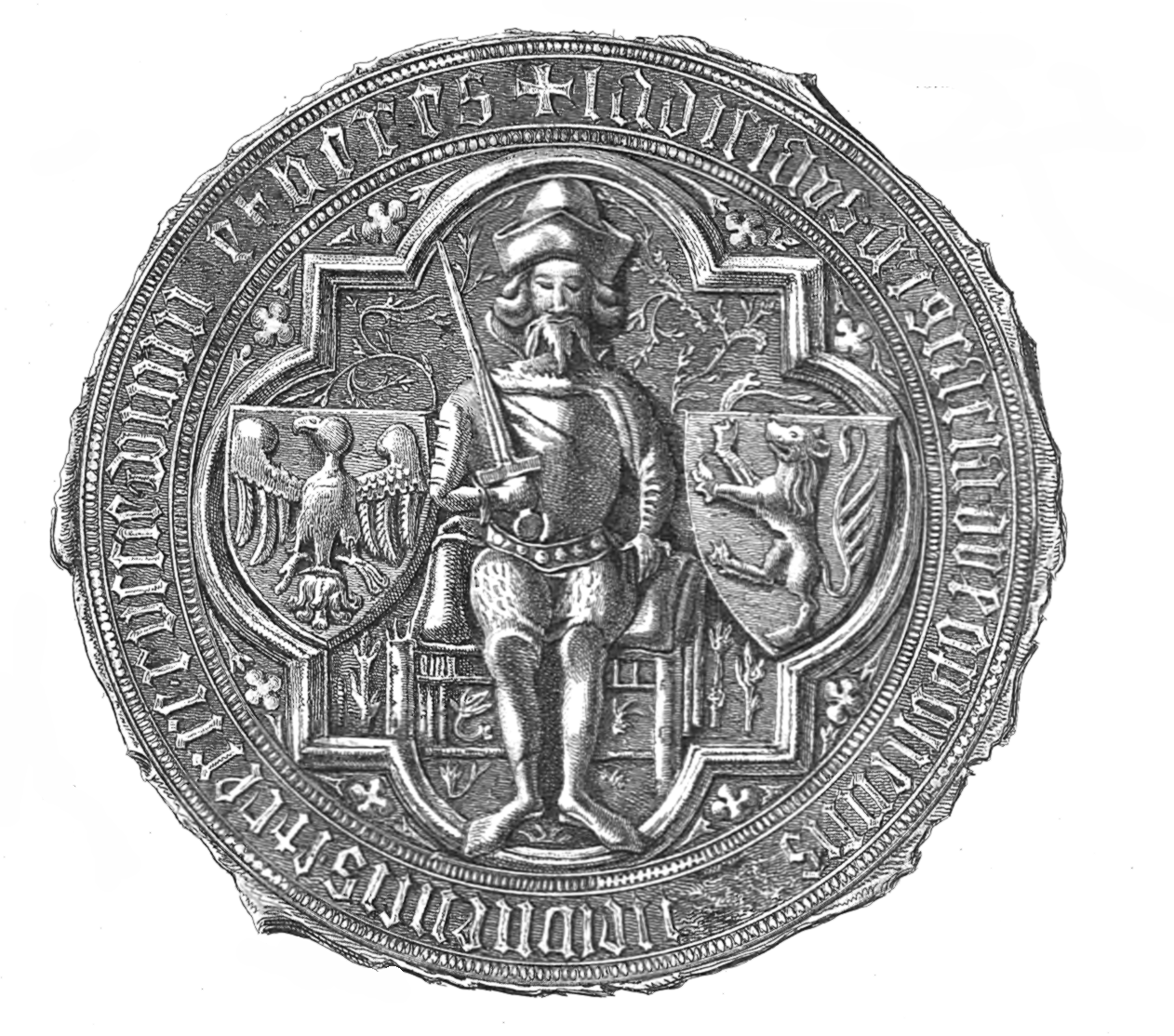
Велика печатка Володислава з опольським орлом і руським левом (1379).

- З печатки: лат. Ladislaus Dei Gracia Dux Opoliensis Wieloniensis et Terre Russie Domin[us] et Heres (Володислав, милістю Божою, князь Опольський, Велюнський, і господар і дідич землі Руської).

## Родина
1-ша дружина (1353): Єлизавета Басараб (бл. 1340 — бл. 1369), донька волоського воєводи Миколая-Олександра Басараба.
Діти:
- Кінга (1355/1357 — після 1369) — черниця у Старій Буді.
- Єлизавета (1360—1411) ∞ Йост, король Німеччини.
- Катерина (1367—1420) ∞ Генріх VIII, князь Глогувський.

2-га дружина: Євфимія (Евфемія, пол. Eufemia) — донька князя Земовита III з Мазовії.
Діти:
- Ядвіга ∞ Вігунт Ольгердович, князь керновський
- Евфемія (померла малою).

### Монографії
- Грушевський Михайло. Історія України-Руси. — T. IV.
- Крижанівський А. Загадка руського грошика Владислава Опольського зі зображенням орла // ЗНТШ (Львів), 2000, т. 240
- Крижанівський А. Львівський монетний двір у XIV–XV ст. Львів, 2007.
- Огуй О. Д. Історія обігу грошових одиниць та їх найменувань на Буковині, ч. 1: 1370—1475. Чернівці, 2009.
- Sperka, J. Otoczenie Władysława Opolczyka w latach 1370—1401. Katowice : Wydawnictwo Uniwersytetu Śląskiego, 2006. *
- Sperka, J. Władysław książę opolski, wieluński, kujawski, dobrzyński, pan Rusi, palatyn Węgier i namiestnik Polski (1326/1330 — 8 lub 18 maja 1401). Kraków: Avalon, 2012.
- Sperka, J. Wojny Władysława Jagiełły z księciem opolskim Władysławem (1391—1396) // PTH O/Cieszyn, Cieszyn 2003

### Статті
- Жук, М. Характер влади Володислава Опольського у Галичині 1372—1378; 1385—1387 рр.: нумізматико-історіографічний аспект проблеми // Наукові записки. Серія Історичні науки. Випуск 14. 2009, C. 210—220.
- Уляницкий В. А. Монеты, чеканенные польскими королями для Галицкой Руси в XIV и XV вв. // Труды Московского нумизматическаго общества, т. 1. Москва, 1893.

### Довідники
- Огуй, О. Д. Опольський Владислав [Архівовано 19 жовтня 2016 у Wayback Machine.] // Енциклопедія історії України : у 10 т. / редкол.: В. А. Смолій (голова) та ін. ; Інститут історії України НАН України. — К. : Наукова думка, 2010. — Т. 7 : Мл — О. — С. 604. — ISBN 978-966-00-1061-1.